# رودا مالنگتسکا
رودا مالنگتسکا (به لهستانی:  Ruda Maleniecka) یک روستا در لهستان است که در گمینا رودا مالنگتسکا واقع شده‌است. رودا مالنگتسکا ۶۱۰ نفر جمعیت دارد.